# 異齒蛇亞科
異齒蛇亞科（學名：Xenodontinae）是蛇亞目黃頷蛇科下的一個亞科，當中包括如豬鼻蛇及水王蛇屬等蛇種。